# Hime kaidō
Hime kaidō (姫街道, « route de princesse ») était le nom donné à des routes de traverse qui créaient des détours permettant d'éviter les passages difficiles (des traversées de rivière par exemple) des principales routes durant la période Edo au Japon. Ces voies secondaires pouvaient se trouver sur les 5 grandes routes comme sur d'autres de moindre importance qui traversaient le pays.

## Origine du nom
Comme il y avait moins de voyageurs, moins de danger et moins de risque d'être attaqués par des bandits en comparaison de la route principale qu'elles évitaient, on disait qu'il était agréable de voyager sur ces routes. C'est la raison pour laquelle les femmes les choisissaient souvent pour se déplacer ce qui amena les noms de hime kaidō ou onna kaidō (« route des femmes »).
Les hime kaido pouvaient correspondre à différents cas de figure. Certaines pouvaient contourner une zone difficile spécifique tandis que d'autres étaient beaucoup plus longues et se tenaient à l'écart de la plupart des routes dangereuses. Du fait de ces différences, le Nakasendō était parfois considéré comme une hime kaidō car la distance était beaucoup plus longue et le danger bien moindre que sur le Tōkaidō qui commençait et finissait pourtant au même endroit.
D'autres obstacles sur les routes, tels les collines, utilisaient les mêmes conventions pour leur nom. Devant les temples et les sanctuaires, quelques collines dont les pentes avaient un fort degré d'inclinaison étaient appelées « collines des hommes » (男坂, otoko no saka) tandis que les collines plus faciles à monter s'appelaient « collines des femmes » (女坂, onna no saka).

## Exemple
Tōkaidō
Entre Mitsuke-juku et Goyu-shuku, qui évitait six autres stations (shukuba) du Tōkaidō.